# Alanson
Alanson è un villaggio degli Stati Uniti d'America, situato nello Stato del Michigan, nella contea di Emmet.